# José María Quadrado
José María Quadrado Nieto (Ciudadela, 14 de junio de 1819-Palma de Mallorca, 6 de julio de 1896) fue un periodista, escritor e historiador neocatólico español.

## Carrera
Huérfano de padre desde muy niño, su familia se trasladó a Palma de Mallorca en 1821, que fue desde entonces su lugar de residencia habitual. Estudió en el Colegio Nuestra Señora de Montesión de los jesuitas (1826-1832) y en el Seminario conciliar (1832-1835), además de formarse también de manera autodidacta. Ya en el colegio escribía poemas y piezas teatrales en castellano y entre 1839 y 1840 aparecieron los seis volúmenes de su primera obra, Fruto de la prensa periódica, una recopilación de artículos publicados en la prensa. Por entonces ejerció esporádicamente funciones de archivero en Mallorca y comenzó a escribir una Historia crítica de Mallorca que dejó sin terminar. Discípulo y admirador de Jaime Balmes, fue junto con el poeta Tomás Aguiló y el erudito Antonio Montis, marqués de la Bastida, fundador de la revista La Palma (1840-1841), que contribuyó a la difusión del Romanticismo tradicionalista y es el punto de arranque de la Renaixença literaria balear; en ella se tradujo a Lamartine, Víctor Hugo y Byron, si bien Quadrado condenaba el teatro de Hugo, no su poesía, en "Víctor Hugo y su escuela literaria" (Semanario Pintoresco, 1840).
A mediados de junio de 1842 se trasladó a Madrid, donde asistió a un curso de Teología en la universidad hasta septiembre de 1843. Conoció a los hermanos Pedro y Federico Madrazo y colaboró en varias publicaciones conservadoras: El Católico, El Heraldo, El Pensamiento de la Nación (1844) y La Fe (1844); también dirigió El Conciliador durante el año de 1845 con la intención de unir las dos ramas dinásticas borbónicas isabelina y carlista. El 1843 fue nombrado archivero del Archivo histórico de Mallorca, cargo que ya había desempeñado en 1840 y que mantuvo hasta su jubilación en 1895. Se casó con Rosa Morell y Creus, hija del intelectual mallorquín Pedro Juan Morell, de la que no tuvo descendencia.
Participó en la editorial de Recuerdos y bellezas de España, una inspiración típica del Romanticismo planeada en doce volúmenes e iniciada en 1839 con ilustraciones de Francisco Javier Parcerisa Boada (1803-1875). Se le deben los tomos dedicados a Aragón (tomo 3, Barcelona 1844), Castilla la Nueva (tomos 6 y 7, Madrid 1848 y 1853); Asturias y León (tomo 12, Madrid 1855); Valladolid, Palencia y Zamora (tomo 10, Madrid 1865) y Salamanca, Ávila y Segovia (tomo 11, Barcelona 1865). En la refundición de esta obra realizada décadas después bajo el rótulo España, sus monumentos y artes, su naturaleza e historia (Barcelona: Daniel Cortezo), ilustrada por numerosos fotograbados y litografías, se le deben también los tomos dedicados a Salamanca, Ávila y Segovia (1884), Asturias y León (1885), Valladolid, Palencia y Zamora (1885), Castilla la Nueva (1885-86, 3 vols., en colaboración con Vicente de la Fuente: I, Madrid y provincia; II: Guadalajara y Cuenca; III: Toledo y Ciudad Real) y Aragón (1886). También estuvo implicado en otros proyectos editoriales, como la traducción directa del griego de Los siete libros de la historia de Heródoto por el jesuita Bartolomé Pou (Madrid, 1846) y la traducción al castellano de, entre otros escritores, Shakespeare, Alessandro Manzoni y Lamartine. En catalán preparó la edición de las poesías de Ausiàs March y de algunas obras de Raimundo Lulio. 
En 1845 volvió definitivamente a Mallorca y escribió Forenses y ciudadanos: historia de las disensiones civiles de Mallorca en el siglo XV (1847), Mes de mayo consagrado a María (1848), la documentada Historia de la conquista de Mallorca (1850), En Juanot Colom: discurs historich fet á sa Associació de Catolichs (1870), traducido como Juan Colom: discurso histórico hecho a la Asociación de Católicos y vertido del mallorquín al castellano por José María Quadrado, y respuesta a los artículos y al folleto publicados sobre el mismo asunto (1870), etc. 
Activo militante católico, promovió fuertes campañas a favor de la unidad religiosa: en 1855 desde las páginas del Diario de Palma y en 1868 más en concreto contra la libertad de cultos, organizando además una gran recogida de firmas en las islas Baleares y fundando y dirigiendo La Unidad Católica (1870-72). Introdujo también en Mallorca las Conferencias de San Vicente de Paúl (1856). En la década de 1880 perteneció a la Unión Católica de los hermanos Pidal.
Compuso poemas de tema medieval malloquín. Muy activo publicista, colaboró además en Museo Balear, Bolletí de la Societat Arqueològica Lul·liana, Revista de Madrid etc. y recogió sus artículos periodísticos en Ensayos religiosos, políticos y literarios (1854-1873), reeditados y ampliados con una introducción entre 1893 y 1896 en cuatro volúmenes por su amigo Marcelino Menéndez Pelayo. Fue vocal de la Comisión de Monumentos Históricos y Artísticos de las Baleares, y miembro de gran número de academias científicas.

## Obras

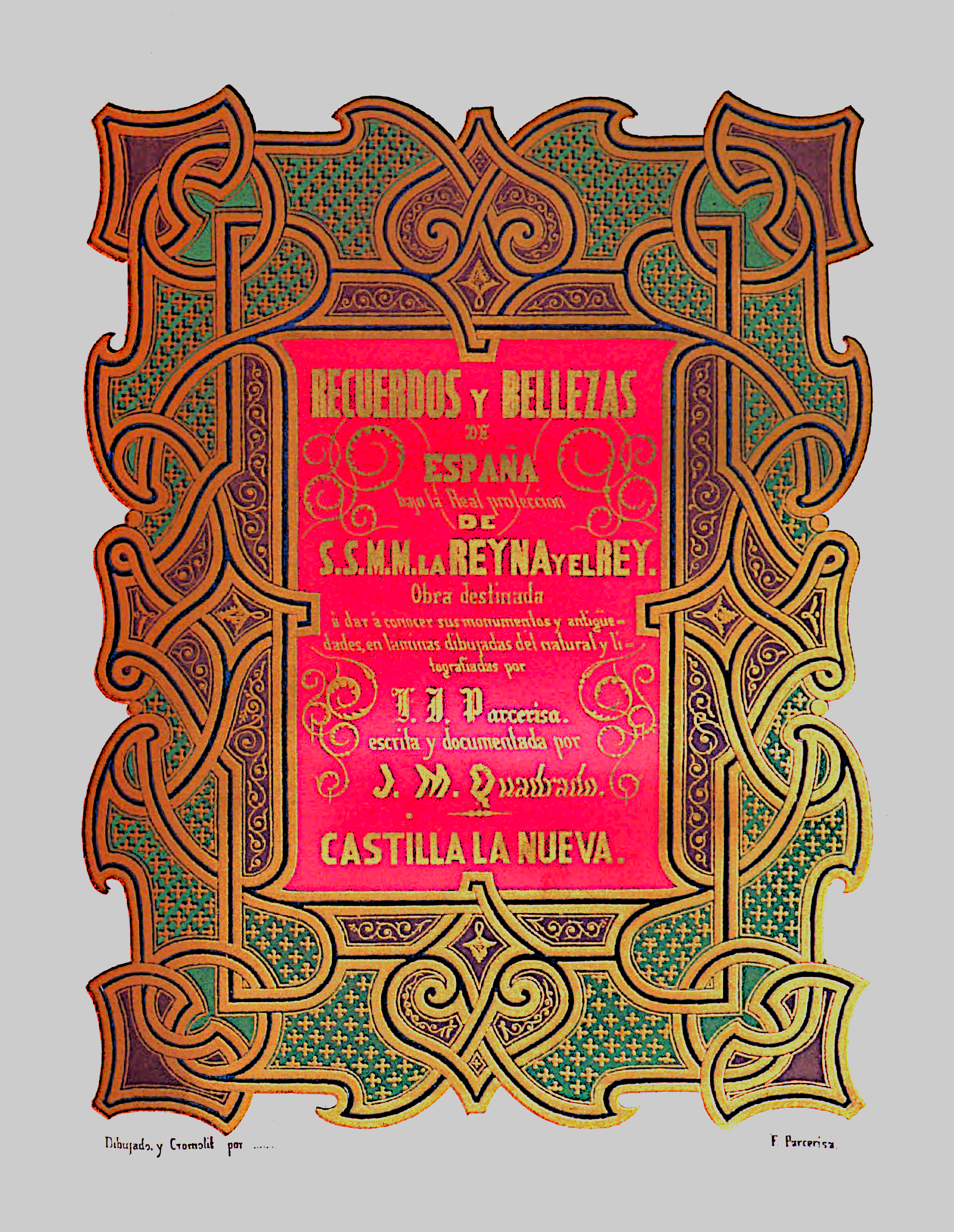
Portada de Recuerdos y bellezas de España. Castilla La Nueva (1853).

- Fruto de la prensa periódica: colección de Religión, Política y Literatura, sacada de los mejores periódicos de España, Palma de Mallorca, 1839-1840, 6 tomos.
- Personajes célebres del siglo XIX, por uno que no lo es, Fernando Suárez, Madrid 1842-1843, 6 vols. [No figura el nombre del autor en esta edición.] Edición y prólogo de Pablo Beltrán de Heredia, Colección Cisneros, n.º 50 y 51, Atlas, Madrid 1944.
- En Recuerdos y bellezas de España, los tomos dedicados a Aragón (tomo 3, Barcelona 1844), Castilla la Nueva (tomos 6 y 7, Madrid 1848 y 1853); Asturias y León (tomo 12, Madrid 1855); Valladolid, Palencia y Zamora (tomo 10, Madrid 1865) y Salamanca, Ávila y Segovia (tomo 11, Barcelona 1865). Varias reediciones facsimilares recientes.
- Forenses y ciudadanos: historia de las discusiones civiles de Mallorca en el siglo XV, Imprenta de Estevan Trías, Palma 1847, 404 págs.
- Mes de mayo consagrado a María, Esteban Trías, Palma 1848, 428 págs. 5.ª ed.: Esteban Trías, Palma 1851. 5.ª ed.: Subirana Hermanos, Barcelona 1899, 400 págs. 16.ª ed.: Eugenio Subirana, Barcelona 1943, 404 págs.
- Consideraciones sobre las siete palabras que habló Jesucristo en la cruz, Imprenta de Estevan Trías, Palma 1849, 87 págs. Tercera edición, Felipe Guasp, Palma 1870, 120 págs.
- Traducción y edición de Pedro Marsilio, Historia de la conquista de Mallorca. Crónicas inéditas de Marsilio y de Desclot, en su texto lemosín, vertida la primera vez al castellano y adicionada con numerosas notas y documentos por D. José María Quadrado, Estevan Trías, Palma 1850, 548 págs.
- A S. M. la Reina Doña Isabel II, recuerdos del Real Palacio de Mallorca, Felipe Guasp, Palma 1860, 28 págs.
- En España, sus monumentos y artes, su naturaleza e historia (obra publicada por el Establecimiento tipográfico editorial de Daniel Cortezo, Barcelona, a partir de Recuerdos y bellezas de España, con acompañamiento de numerosos fotograbados y litografías) los tomos dedicados a Salamanca, Ávila y Segovia (1884, 670 págs.), Asturias y León (1885, 670 págs.), Valladolid, Palencia y Zamora (1885, 669 págs.), Castilla la Nueva (1885-86, 3 vols., en colaboración con Vicente de la Fuente: I, Madrid y provincia, 398 págs.; II: Guadalajara y Cuenca, 432 págs.; III: Toledo y Ciudad Real, 508 págs.) y Aragón (1886, 686 págs.)
- Discurso sobre la Historia Universal (Continuación del de Bossuet) desde Carlomagno a nuestros días, Barcelona: Imprenta Barcelonesa, 1880 y 1881, 2 vols.
- Privilegios y franquicias de Mallorca, Palma de Mallorca: Escuela Tipográfica Provincial, 18895 y 1896.
- Informacions judicials sobre els adictes a la Germanía..., 1896.
- La judería de la capital de Mallorca en 1391, 1887.
- Ensayos religiosos, políticos y literarios (Mallorca: Felipe Guasp, 1854; segunda edición, íd., íd., 1873; reeditados y ampliados con una introducción entre 1893 y 1896, Tip. Amengual y Muntaner, 4 vols., por su amigo Marcelino Menéndez Pelayo.